# Pokémon-film
Pokémon er en franchise skabt af videospilsdesigneren Satoshi Tajiri, som handler om væsner kaldet Pokémon. I år 2019 fandtes der 22 animerede film og en realfilm. De første nitten animationsfilm tager udgangspunkt i TV-serien af samme navn. Den 22. film er en 3D-animeret genindspilning af den første. Den 20. og 21 film, samt den kommende 23. film foregår i en tidslinje separat fra Tv-serien. Filmene er produceret af OLM, Production I.G, Xebec and Wit Studio er i Japan distribueret af Toho mens adskillige firmaer har stået for de danske udgivelser.
Filmene handler om Pokémontræneren Ash Ketchum og hans partner-Pokémon Pikachu. Detective Pikachu er baseret på Detective Pikachu-spillet fra 2016 med Ryan Reynolds i hovedrollen som Detektiv Pikachu med Justice Smith og Kathryn Newton som de menneskelige hovedroller.

## Animationsfilm

### Pokémon Serien
De første 19 film i serien foregår i samme verden som TV-serien, selvom filmene ikke har nogen direkte indflydelse på selve serien.
| # | Dansk titel                                 | Japansk title | Japansk udgivelse | Dansk udgivelse        |
| --- | ------------------------------------------- | --- | ----------------- | ---------------------- |
| 1 | Pokémon – Filmen: Mew mod Mewtwo            | Mewtwo slår igen (ミュウツーの逆襲 Myūtsū no Gyakushū)                                                                                 | 18. juli, 1998    | 14. april, 2000        |
| Ash, Misty og Brock samt en gruppe af andre Pokémontrænere rejser ud til en ø, da de er blevet inviteret til at dyste mod verdens stærkeste Pokémontræner. Det viser sig, at træneren i virkeligheden er Mewtwo, en genmodificeret udgave af den mytiske Pokémon Mew, som på en videnskabsmand har skabt på vegne af Giovanni, Team Rockets leder. Mewtwo planlægger at overtage verden med sine klonede Pokémon.                                                                        |                                             | |                   |                        |
| 2 | Pokémon 2: Kun én har styrken               | Fantom-Pokémonen Lugias eksplosive fødsel (幻のポケモン ルギア爆誕 Maboroshi no Pokemon Rugia Bakutan)                                 | 17. juli, 1999    | 8. december, 2000      |
| Ash, Misty og Tracey besøger Shamouti-øen, hvor Ash ender med at tage del i en festival til ære for Articuno, Zapdos og Moltres, som alle bliver fanget af Lawrence III, en Pokémon-samler, som også ønsker at fange den legendariske Pokémon Lugia |                                             | |                   |                        |
| 3 | Pokémon 3: Truslen fra Unown                | Krystaltårnets kejser: ENTEI (結晶塔の帝王 ENTEI Kesshōtō no Teiō ENTEI)                                                               | 8. juli, 2000     | 31. oktober, 2001      |
| Ash, Misty og Brock pråver at få Ash' mor tilbage fra Molly Hale, en ensom, lille pige, vis far er forsvundet og som bliver taget vare på af Pokémonen Unown, der har skabt en illusion af den legendariske Pokémon Entai. |                                             | |                   |                        |
| 4 | Pokémon 4Ever: Celebi, skovens stemme       | Celebi: Mødet der krydsede tiden (セレビィ 時を超えた遭遇（であい） Serebyi Toki o Koeta Deai)                                         | 7. juli, 2001     | 24. november, 2004     |
| Ash, Misty og Brock møder Sammy, en dreng fra 40 år tilbage i fortiden, og den mytiske Pokémon Celebi, som bliver jaget af den onde Team Rocket-forbryder Jernmasken fra Ban. |                                             | |                   |                        |
| 5 | Pokémon Heroes: Latias & Latios             | Vand-hovedstadens vogter-guder: Latias og Latios (水の都の護神 ラティアスとラティオス Mizu no Miyako no Mamorigami Ratiasu to Ratiosu) | 13. juli, 2002    | 17. april, 2007        |
| Ash, Misty og Brocks tur til byen Alto Mare bliver afbrudt da to tyve ved navn Annie og Oakly forsøger at stjæle Sjælejuvelen, en krystal som indeholder essensen af de legendariske Pokémon Latias og Latios, som også er nødvændig for at holde byen sikker. |                                             | |                   |                        |
| 6 | Jirachi - Pas på hvad du ønsker             | De syv nætters ønskestjerne: Jirachi (七夜の願い星 ジラーチ Nanayo no Negaiboshi Jirāchi)                                              | 19. juli, 2003    | 17. april, 2007        |
| Ash, May, Max og Brock møder den mytiske Pokémon Jirachi, som vågner én gang hvert årtusind, for at opfylde et ønske, og må beskytte den fra Butler, et forhenværende medlem af Team Magma, der ønsker at bruge den mytiske Pokémon til sine egne, skumle formål. |                                             | |                   |                        |
| 7 | Deoxys duet                                 | Den besøgende fra himmelflængen: Deoxys (裂空の訪問者 デオキシス Rekkū no Hōmonsha Deokishisu)                                         | 17. juli, 2004    | 17. april, 2007        |
| Ash, May, Max og Brock besøger en by, som pludselig er under angeb fra den udenjordiske Pokémon Deoxys og den legendariske Pokémon Rayquaza, og en ung dreng ved navn Tori står i midten af det hele. |                                             | |                   |                        |
| 8 | Lucario and the Mystery of Mew              | Mew og aurahelten: Lucario (ミュウと波導（はどう）の勇者 ルカリオ Myū to Hadō no Yūsha Rukario)                                        | 16. juli, 2005    | Ikke udgivet i Danmark |
| Ash, May, Max og Brock hjælper den ældgamle Pokémon Lucario med at opdage de begivenheder, der førte til at han blev efterladt af en man, som anses for at være en helt, mens at de redder Pikachu, Meowth og den mytiske Pokémon Mew fra det døende Oprindelsen Træ. |                                             | |                   |                        |
| 9 | Pokémon Ranger and the Temple of the Sea    | Pokémonrangeren og havets prins: Manaphy (ポケモンレンジャーと蒼海（うみ）の王子 マナフィ Pokemon Renjā to Umi no Ōji Manafi)          | 15. juli, 2006    | Ikke udgivet i Danmark |
| En Pokémon-ranger overlader et æg med den mytsike Pokémon Manaphy i til May, og sammen med Ash, Brock og Max Holder de den i sikkerhed fra den onde pirat Phantom, for at sikre, at Manaphys hjemland ikke bliver udslettet. |                                             | |                   |                        |
| 10 | Darkrai slår til                            | Dialga mod Palkia mod Darkrai (ディアルガVSパルキアVSダークライ Diaruga Tai Parukia Tai Dākurai)                                       | 14. juli, 2007    | 14. februar, 2009      |
| Ash, Dawn og Brock må finde på en måde at redde Alamos Town fra de to legendariske Pokémon Dialga og Palkias tid- og rumforvrængende kræfter og rense Darkrais navn. Pokémonens ildevarslende har ledt byboerne til at tro, at den er skyld i byens ødelæggelse. |                                             | |                   |                        |
| 11 | Giratina og himmelkrigeren                  | Giratina og frosthimmel-buketten: Shaymin (ギラティナと氷空（そら）の花束 シェイミ Giratina to Sora no Hanataba Sheimi)                | 19. juli, 2008    | 9. maj, 2009           |
| Ash, Dawn og Brock hjælper den mytiske Pokémon Shaymin med at vende tilbage til Gracides-blomsterhaven for at deltage i en blomster-bringende ceremoni, alt imens Giratina og Dialga kæmper i Pokémon-verdenen såvel som i Omvendte Verden. |                                             | |                   |                        |
| 12 | Arceus og livets juvel                      | Arceus: At erobre tidrum (アルセウス 超克の時空へ Aruseusu Chōkoku no Jikū e)                                                          | 18. juli, 2009    | 26. juni, 2010         |
| Ash, Dawn og Brock rejser til Michina Town, hvor de opdager, at den mytiske Pokémon Arceus er vred over, at byen bedrog den for mange år siden. Da Dialga, Palkia og Giratina ikke kan holde sig tilbage, sendes heltene tilbage i tiden for at rette op på for- og nutid. |                                             | |                   |                        |
| 13 | Zoroark—Illusionernes mester                | Illusionernes hersker: Zoroark (幻影の覇者 ゾロアーク Gen'ei no Hasha Zoroāku)                                                         | 10. juli, 2010    | 16. august, 2011       |
| Ash, Dawn og Brock ankommer til Crown City for at se Pokémon-fosket-verdensmesterskabet, men i stedet opdager de, at en Zoroark forklædt som de legendariske Pokémon Entei, Raikou og Suicune skaber kaos under den skurkagtige Grings Kodai kontrol. Zoroarks barn Zorua beder dem om hjælp til at redde sin mor fra Kodai og hans Shuppet, som søger Celebi for at bruge dens tidsrejsende evner.                                                                                      |                                             | |                   |                        |
| 14A | White—Victini og Zekrom                     | Victini og den sorte helt: Zekrom (ビクティニと黒き英雄ゼクロム Bikutini to Kuroki Eiyū Zekuromu)                                      | 16. juli, 2011    | 19. august, 2012       |
| Ash, Iris og Cilan rejser til Eindoak Town for at deltage i en turnering og møder den mytiske Pokémon Victini på vej dertil. I stedet opdager de dog, at de må stoppe Damon, en efterkommer af Eindoaks ældgamle dalfolk, i at bruge den legendariske Pokémon Reshirams kræft til at genoprette Dalrigets forhenværende ære, men finder hurtigt ud af, at den er ude af kontrol og kunne tilintetgøre verden.                                                                            |                                             | |                   |                        |
| 14B | Black—Victini og Reshiram                   | Victini og den hvide helt: Reshiram (ビクティニと白き英雄 レシラム Bikutini to Shiroki Eiyū Reshiramu)                                 | 16. juli, 2011    | 18. august, 2012       |
| Ash, Iris og Cilan rejser til Eindoak Town for at deltage i en turnering og møder den mytiske Pokémon Victini på vej dertil. I stedet opdager de dog, at de må stoppe Damon, en efterkommer af Eindoaks ældgamle dalfolk, i at bruge den legendariske Pokémon Zekroms kræft til at genoprette Dalrigets forhenværende ære, men finder hurtigt ud af, at den er ude af kontrol og kunne tilintetgøre verden.                                                                              |                                             | |                   |                        |
| 15 | Kyurem mod retfærdighedens sværd            | Kyurem mod den hellige fægter: Keldeo (キュレムVS聖剣士 ケルディオ Kyuremu tai Seikenshi Kerudio)                                      | 14. juli, 2012    | December 8, 2012       |
| Ash, Iris og Cilan hjælper den mytiske Pokémon Keldeo i at undslippe den legendariske Pokémon Kyurem, som ønsker at kæmpe mod den efter at have froset Cobalion, Terrakion og Verizion. |                                             | |                   |                        |
| 16 | Genesect og legenden der blev vakt til live | ExtremeSpeed Genesect: Mewtwo vågner (神速のゲノセクト ミュウツー覚醒 Shinsoku no Genosekuto Myūtsū Kakusei)                           | 13. juli, 2013    | October 19, 2013       |
| Ash, Iris og Cilan besøger New Tork City for at nyde dens park, men bliver angrebet af en gruppe Genesect, som er vrede over at have mistet deres hjem. Ash, Iris og Cilan bliver redet af Mewtwo, som ønsker et hjælpe den vrede gruppe men også at holde byen fra at blive udslettet. |                                             | |                   |                        |
| 17 | Diancie og tilintetgørelsens kokon          | Tilintetgørelsens kokon og Diancie (破壊の繭とディアンシー, Hakai no Mayu to Dianshī)                                                  | 19. juli, 2014    | 16. august, 2015       |
| Da den mytiske Pokémon Diancie ikke kan regne ud, hvordan hun skal lave en ny Hjertediamant for at redde sine Carbink-undersåtter, søger hun hjælp hos den legendariske liv-Pokémon Xerneas. Her møder hun Ash, Serena, Clemont og Bonnie på deres færd, og de hjælper hende med at undslippe en gruppe juveltyve og den legendariske tiltintetgørelses-Pokémon Yveltal, som ved et uheld blev vækket.                                                                                   |                                             | |                   |                        |
| 18 | Hoopa og århundredets sammenstød            | Ringenes ærke-djinn: Hoopa (光輪の超魔神 フーパ, Ring no chōmajin Fūpa)                                                                | 18. juli, 2015    | 19. januar, 2016       |
| Som Ash, Pikachu og deres venner besøger en ørkenby ved havet, møder de den mytiske Pokémon Hoopa, som har evnen til at fremmane ting - inklusiv mennesker og Pokémon - gennem sin magiske ringe. Efter en skræmmende hændelse lærer de en historie at kende om en tapper helt, som stoppede en frygtindgydende Pokémons hærgen for længe siden. Nu, mange år senere, er truslen atter i spil.                                                                                           |                                             | |                   |                        |
| 19 | Volcanion og det mekaniske vidunder         | Volcanion og den mekaniske Magearna (ボルケニオンと機巧のマギアナ, Borukenion to karakuri no Magiana)                                  | 16. juli, 2016    | 4. juni, 2018          |
| Ash og hans venner møde den mytiske Pokémon Volcanion, og Ash bliver bundet til den af en mystisk kræft. Volcanion, som hader mennesker, tvinges til at bring Ash med sig, som den tager mod Kongeriget Azoth. Volcanion følger efter den kunstige mytiske Pokémon Magearna, som den ønsker at redde fra det korrupte menneske Alva, der har stjålet den med hensigten at bruge Magearnas mystiske kræfter til at erobre riget. Ash og Volcanion må arbejde sammen om at redde Magearna. |                                             | |                   |                        |

### Alternativ kontinuitet & genindspilning)
Med den 20. film i serien blev film-serien reboot og følger herefter sin egen kontinuitet. Serien følger ikke længere Ash, som han er i TV-serien, men derimod en Ash fra en alternativ tidslinje. Pokémon – Filmen: Jeg vælger dig! viser en ny fortolkning af, hvordan Ash begyndte sin rejse, og selvom der er mange lighedspunkter med TV-serien til at starte med, så kommer den hurtigt ud på et andet spor. Den næste film, Pokémon Filmen: Vores styrke, fortsætter historien om Ash fra den alternative tidslinje. Den tredje film, Pokémon: Mewtwo slår igen – Udvikling, er en 3D-animeret genindspildning af den første film i serien. Ingen af disse film foregår i foregår i den samme verden, som TV-serien gør.
| # | Dansk titel                      | Japansk title                                                                          | Japansk udgivelse  | Dansk udgivelse                                     |
| --- | -------------------------------- | -------------------------------------------------------------------------------------- | ------------------ | --------------------------------------------------- |
| 20 | Jeg vælger dig!                  | Jeg vælger dig! (キミにきめた！, Kimi ni kimeta!)                                      | 15. juli, 2017     | Engelsk: 5. november, 2017 Dansk: 8. december, 2017 |
| Ash Ketchum fra Pallet Town er blevet 10 år gammel, og det vil sige, at han er gammel nok til at blive Pokémontræner. Ash har store drømme om eventyret, som han tager afsted på, efter at han har modtaget sin allerførste Pokémon fra Professor Oak. Filmen blev vist med engelsk tale i biografen i Danmark den 5. og 6. november, 2017 i Cinemaxx København, mens den dansk-dubbede udgave blev streamet online den 8. december, 2017.                                                                     |                                  |                                                                                        |                    |                                                     |
| 21 | Vores styrke/Sammen er vi stærke | Alles historie (みんなの物語, Minna no Monogatari)                                     | 13. juli, 2018     | 22. februar, 2019                                   |
| En ung atlet vis løbedage måske ligger bag hende, en lystløgner, en genert forsker, en bitter, gammel dame og en lille pige med en stor hemmelighed - det eneste, de her tilfælles, det er den årlige Vindfestival i Fula City. Festivalen fejrer den legendariske Pokémon Lugia, som med sig bringer de vinde, der giver kystbyen energi. Da en række trusler ikke blot sætter festivalen på fare, men også alle Fula Citys mennesker og Pokémon, kræver det mere end bare Ash og Pikachu til at redde dagen. |                                  |                                                                                        |                    |                                                     |
| 22 | Mewtwo slår igen – Udvikling     | Mewtwo slår igen: Evolution (ミュウツーの逆襲 EVOLUTION, Myūtsū no Gyakushū EVOLUTION) | 12. juli, 2019     | 27. februar, 2020                                   |
| 3D-genindspilning af Pokémon Filmen: Mewtwo mod Mew. |                                  |                                                                                        |                    |                                                     |
| 23 | Junglens hemmeligheder           | Koko (ココ, Kōkō)                                                                      | 25. december, 2020 | 8. oktober, 2021                                    |
| Ny spillefilm i den alternative kontinuitet. |                                  |                                                                                        |                    |                                                     |

## TV-specials
| # | Dansk titel                      | Japansk title                                                                               | Japansk udgivelse | Dansk udgivelse |
| --- | -------------------------------- | ------------------------------------------------------------------------------------------- | ----------------- | --------------- |
| 1 | Mewtwo vender tilbage            | Mewtwo! Her er jeg (ミュウツー！ 我はココニ在リ Myūtsū! Ware wa Koko ni Ari)                | 30. december 2000 | 2002            |
| |                                  |                                                                                             |                   |                 |
| 2 | The Mastermind of Mirage Pokémon | Den frygtindgydende illusions-Pokémon (戦慄のミラージュポケモン Senritsu no Mirāju Pokemon) | 13. oktober 2006  | Ikke udgivet    |
| Ash, Misty og Brock samt en gruppe af andre Pokémontrænere rejser ud til en ø, da de er blevet inviteret til at dyste mod verdens stærkeste Pokémontræner. Det viser sig, at træneren i virkeligheden er Mewtwo, en genmodificeret udgave af den mytiske Pokémon Mew, som på en videnskabsmand har skabt på vegne af Giovanni, Team Rockets leder. Mewtwo planlægger at overtage verden med sine klonede Pokémon. |                                  |                                                                                             |                   |                 |